# 増田俊郎 (作曲家)
増田 俊郎（ますだ としお、1959年10月28日 - ）は、シンセサイザー奏者・作曲家・音楽監督。

## 来歴・人物
東京都出身。現在ではアニメ、バラエティ番組、CM、コンピュータゲームなどの音楽に関わる。音楽監督としては一世風靡セピア、柳葉敏郎、小椋佳など多くのミュージシャンのコンサートツアーを手がける。
作曲家としての活動ではコミカルなムードの曲を得意とした。1991年から1997年に放送された「ダウンタウンのごっつええ感じ」では音楽担当としてスタッフクレジットされ一部のコーナータイトル曲・BGMの作曲を手掛ける。特に同番組後期に制作され増田が作・編曲を担当した「エキセントリック少年ボウイ」のテーマは高評価を得て、「日影の忍者勝彦のテーマ」も制作した。
「ダウンタウンのガキの使いやあらへんで!!」では、トーク出囃子『ようかん夫妻』で松本の作った荒削りなメロディを補作曲、和田アキ子を迎えての番組公開レコーディングでは、後ろでピアノ伴奏を担当する形でテレビ出演した。番組中、浜田からは「増田先生」と呼ばれていた。
一方、アニメの音楽も数多く手掛けている。アニメ監督・演出家の桜井弘明、ワタナベシンイチとは旧知の間柄で、その縁から『はれときどきぶた』『デ・ジ・キャラット』『だぁ!だぁ!だぁ! 』『エクセル・サーガ』『ななか6/17』等の音楽を手掛けた事が、その後のアニメ音楽での活躍につながって行く。ワタナベシンイチとのコラボレーションでは、個性的な彼の詞にマッチするメロディーをのせて多くの主題歌・挿入歌を作り上げた。
また『だぁ!だぁ!だぁ!』では、クリス(花小町クリスティーヌ)という二重人格キャラのテーマを作曲するにあたり、たちどころにイメージが浮かんで三曲まとめて書き上げたという。【出典：サントラ盤ライナーノーツ】　三曲とも番組中で頻繁に使用され、サントラにも収録されている。
主に関西を中心に活動する同姓同名のミュージシャン・ラジオパーソナリティの増田俊郎（こちらは「ますだとしろう」）がいる。

## 音楽を担当した作品

### テレビアニメ
1992年
- バトルファイターズ 餓狼伝説 ※SNKサウンドチーム・新世界楽曲雑技団他との共作

1996年
- るろうに剣心 -明治剣客浪漫譚-（1996年 - 1998年）※はれときどきぶたのBGMを一部回で流用、ノンクレジット

1997年
- はれときどきぶた（1997年 - 1998年）

1998年
- 時空探偵ゲンシクン（1998年 - 1999年）

1999年
- 十兵衛ちゃん-ラブリー眼帯の秘密-
- へっぽこ実験アニメーションエクセル・サーガ（1999年 - 2000年）
- 今、そこにいる僕（1999年 - 2000年）※OP作編曲・ED編曲

2000年
- だぁ!だぁ!だぁ!
- デ・ジ・キャラットシリーズ（2000年 - 2001年）
- HAND MAID メイ
- ドッとKONIちゃん

2001年
- まほろまてぃっく

2002年
- 藍より青し
- NARUTO -ナルト-（2002年 - 2007年）※六三四プロジェクトとの共作
- まほろまてぃっく〜もっと美しいもの〜

2003年
- デ・ジ・キャラットにょ
- ななか6/17
- 藍より青し〜縁〜

2004年
- 十兵衛ちゃん2 -シベリア柳生の逆襲-

2005年
- おとぎ銃士 赤ずきん
- 蟲師

2006年
- ゴーストハント

2009年
- ヒゲぴよ

2012年
- 神様はじめました

2014年
- 蟲師 特別篇「日蝕む翳」
- 蟲師 続章

2016年
- 信長の忍び

2017年
- 信長の忍び〜伊勢・金ヶ崎篇〜

2018年
- 信長の忍び〜姉川・石山篇〜

2022年
- 令和のデ・ジ・キャラット

2023年
- 事情を知らない転校生がグイグイくる。

### OVA
- アニメーション制作進行くろみちゃん（2001年）
- ぷにぷに☆ぽえみぃ（2001年）
- アニメーション制作進行くろみちゃん2（2003年）

### ドラマ
- 関西テレビ開局40周年記念ドラマ「けろりの道頓」（編曲）

### バラエティ番組
- ダウンタウンのごっつええ感じ
- ラスタとんねるず'94
- ロンブー龍
- ダウンタウンのガキの使いやあらへんで!!（ようかん夫妻）

### ラジオ
- ナインティナインのオールナイトニッポン(CM放送中のフィラー音楽)

### その他
- ナイナイライブ
- 角川カセット文庫『機動戦士ガンダム 逆襲のシャア ベルトーチカ･チルドレン』